# Дворец Белосельских-Белозерских

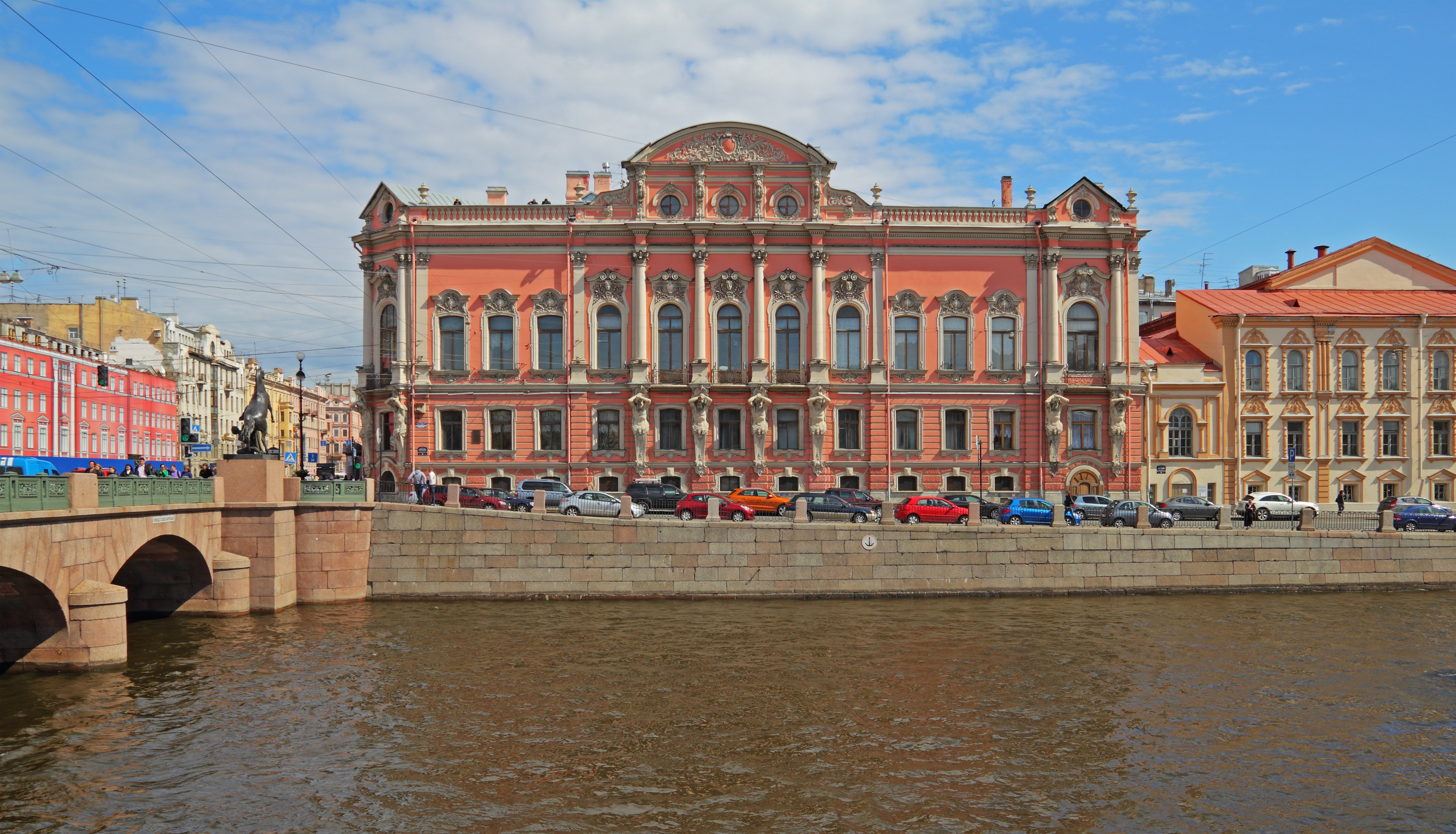
Фасад дворца на набережную Фонтанки

Дворе́ц Белосе́льских-Белозе́рских; Се́ргиевский дворец — дворец в Санкт-Петербурге, на Невском проспекте в месте его пересечения с рекой Фонтанкой.
Автор проекта — архитектор А. И. Штакеншнейдер, осуществивший строительство в стиле так называемого «русского необарокко».

## История
В 1797 году княгиня А. Г. Белосельская приобрела у И. А. Нарышкина небольшой каменный дом на углу Невского проспекта и набережной Фонтанки. Дом был снесён, и на его месте архитектор Ф. И. Демерцов построил первый трёхэтажный дворец со скромным фасадом в классическом стиле. Облик этого дома сохранился на рисунке М. Н. Воробьёва.

### Строительство современного дворца

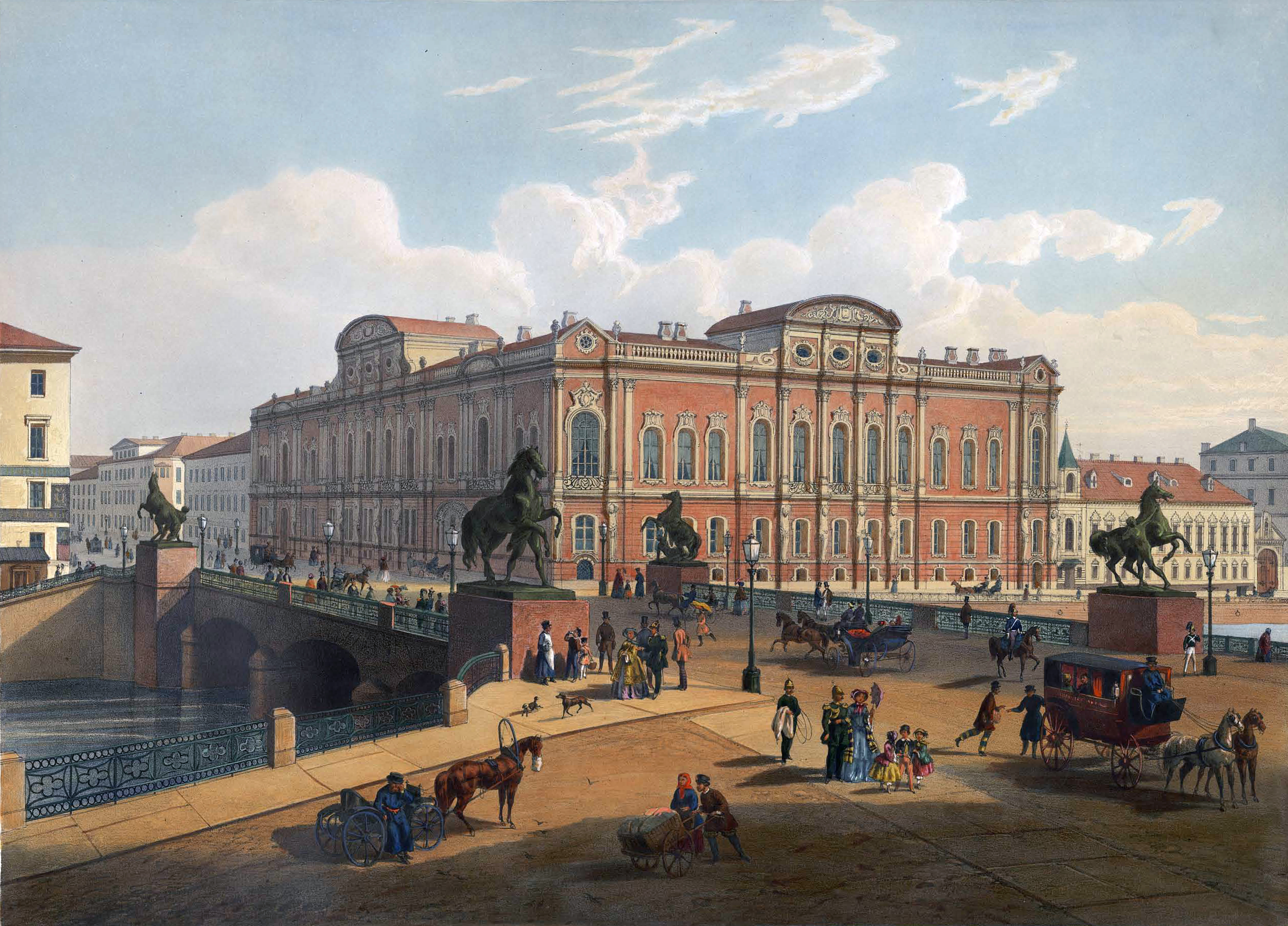
Вид на дворец Белосельских-Белозерских и Аничков мост в 1850-е.

В 1847—1848 годах дворец был перестроен архитектором А. И. Штакеншнейдером, приобретя современный вид. Здание после перестройки в стиле необарокко стало напоминать растреллиевские дворцы. Штакеншнейдер выполнил проект по заказу князя Э. А. Белосельского-Белозерского. В рамках этой работы были не только полностью перестроены корпуса, выходившие на Невский проспект и Фонтанку, но и возведены новые флигеля во дворе дома. Заново был создан не только внешний облик, но также и внутренняя отделка здания.
Существует мнение, что прототипом здания послужил Строгановский дворец, выстроенный по проекту архитектора Бартоломео Растрелли. В отделке фасадов дворца широко использованы художественные приёмы русского барокко XVIII века.
Для отделки дворца был приглашён скульптор Д. И. Иенсен. По его моделям были созданы фигуры атлантов и кариатид. Внутренняя отделка дворца была выполнена Штакеншнейдером, яркими примерами такой отделки стали широкая парадная лестница и мраморные камины. Вдоль лестницы стояли кариатиды и скульптуры, поддерживающие позолоченные канделябры, а в ажурной решётке перил автор поместил изящные вензеля из инициалов владельца. Великолепно была отделана библиотека Белосельских-Белозерских: стены обиты резными деревянными панелями и затянуты шёлком, камин украшен рельефным узором, огромное зеркало в позолоченной раме.

### Хозяева
Название «Белосельских-Белозерских» условно: один из наследников мясниковских миллионов, генерал свиты князь Эспер Белосельский-Белозерский заказал здание в духе Растрелли Андрею Штакеншнейдеру, но скончался, когда рыли фундамент особняка, в 1846 году. Супруга Елена Павловна (урождённая Бибикова) переехала в его особняк на Литейном проспекте, выйдя замуж за князя Василия Кочубея. Дворец на Невском она не оставляла, используя его для проведения балов и светских вечеров. Он был расположен по соседству с императорским Аничковым дворцом, и сюда часто приходили царские особы. 

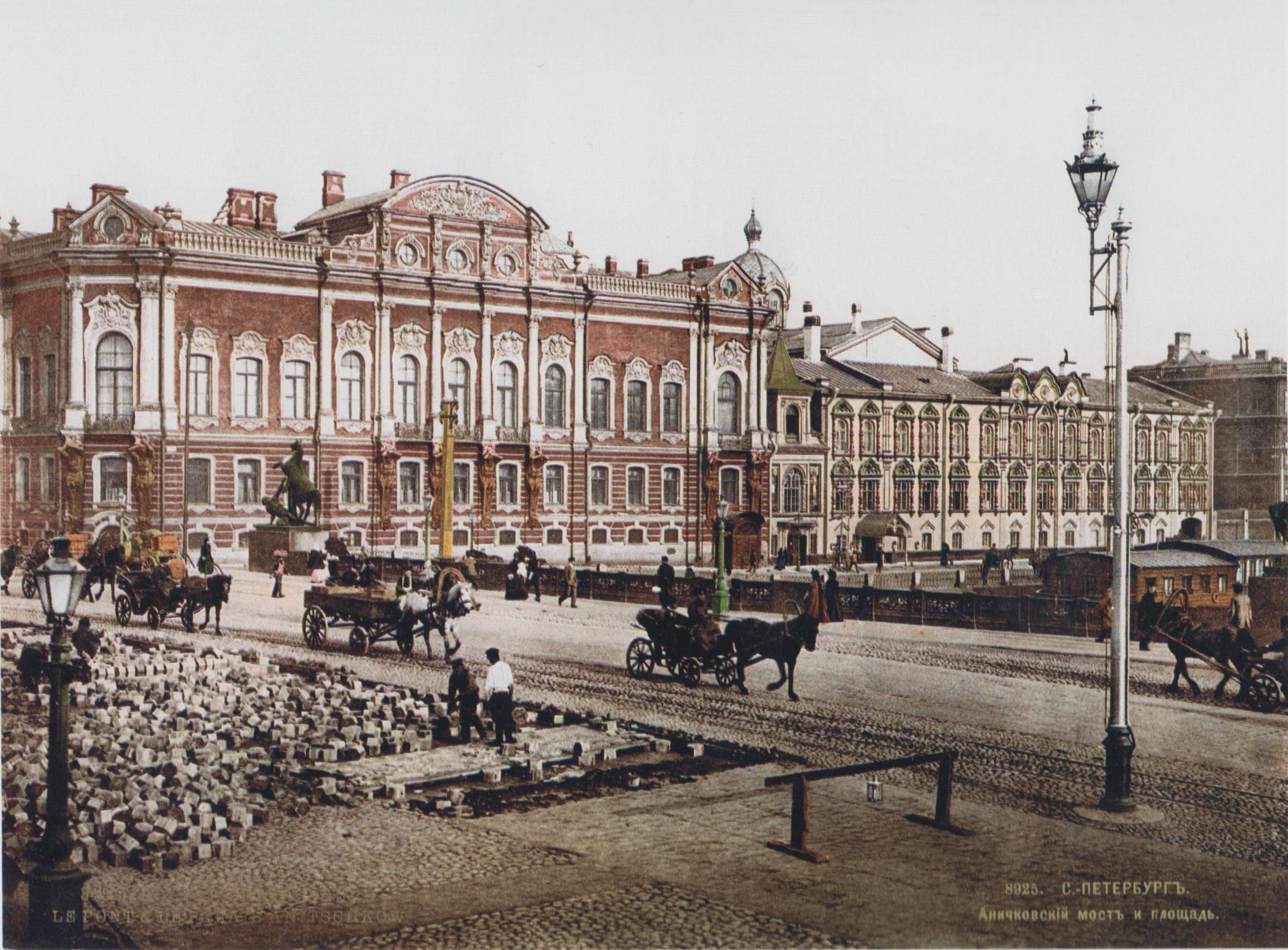
Дворец в 1890-е годы

В 1865 году Надежда Дмитриевна (урождённая Скобелева) вышла замуж за Константина Белосельского — флигель-адъютанта, сына Елены Павловны (во втором браке — княгини Кочубей) от первого брака и поселилась во дворце. Дворец в ту эпоху продолжал считаться самым светским местом столицы, хозяева говорили на русском с лёгким английским акцентом — по последней моде 1880-х. В это время произошёл кризис — капитализация металлургических предприятий Урала — главных активов хозяина — стремительно снижалась: причиной тому стали неудачное управление, отсутствие инвестиций в основное производство. Князь Кочубей пытался выправить ситуацию, для этого набрал кредитов у государства, но не смог спасти положение, и в конце концов вынужден был рассчитаться с казной этим дворцом.
С 1884 года дворец связывался с именем великого князя Сергея Александровича — младшего брата Александра III, став в некотором роде свадебным подарком к его браку с Елизаветой Гессен-Дармштадтской (Елисаветой Федоровной). Дворец получил новое название — «Сергиевский».
С 1891 года великий князь стал генерал-губернатором Москвы и дворец пустовал.
В 1905 году Сергея Александровича убил эсер-боевик Иван Каляев, и в особняке всё изменилось: Елизавета стала монахиней, игуменьей московской Марфо-Мариинской обители.
Так как она была бездетна, её приёмными детьми стали племянники мужа — Дмитрий и Мария.
Их мать умерла при родах, а отец, великий князь Павел Александрович, отбил у генерала Эриха фон Пистелькорса жену красавицу Ольгу, и женился на ней.
После этого великого князя на долгое время выслали из России.
Мария Павловна вышла замуж за шведского принца, а Дмитрий Павлович получил от тети её петербургский дворец на Невском.
Дмитрий являлся любимцем последнего государя и покорителем женских сердец.
Мастер джигитовки и выездки, он возглавлял российских конников на Олимпиаде 1912 года в Стокгольме, был автогонщиком.
В последние годы империи он охладел к государю и государыне, с Феликсом Юсуповым осуществил покушение на Григория Распутина.
После убийства «старца» последовала знаменитая царская резолюция: «В России убивать никому не дозволено», и он расстался с дворцом: Дмитрия Павловича выслали в Персию. Есть предположение, что ему удалось, находясь в ссылке, продать дворец Ивану Ивановичу Стахееву, владельцу крупной финансово-промышленной монополии, но документальных подтверждений этому нет.

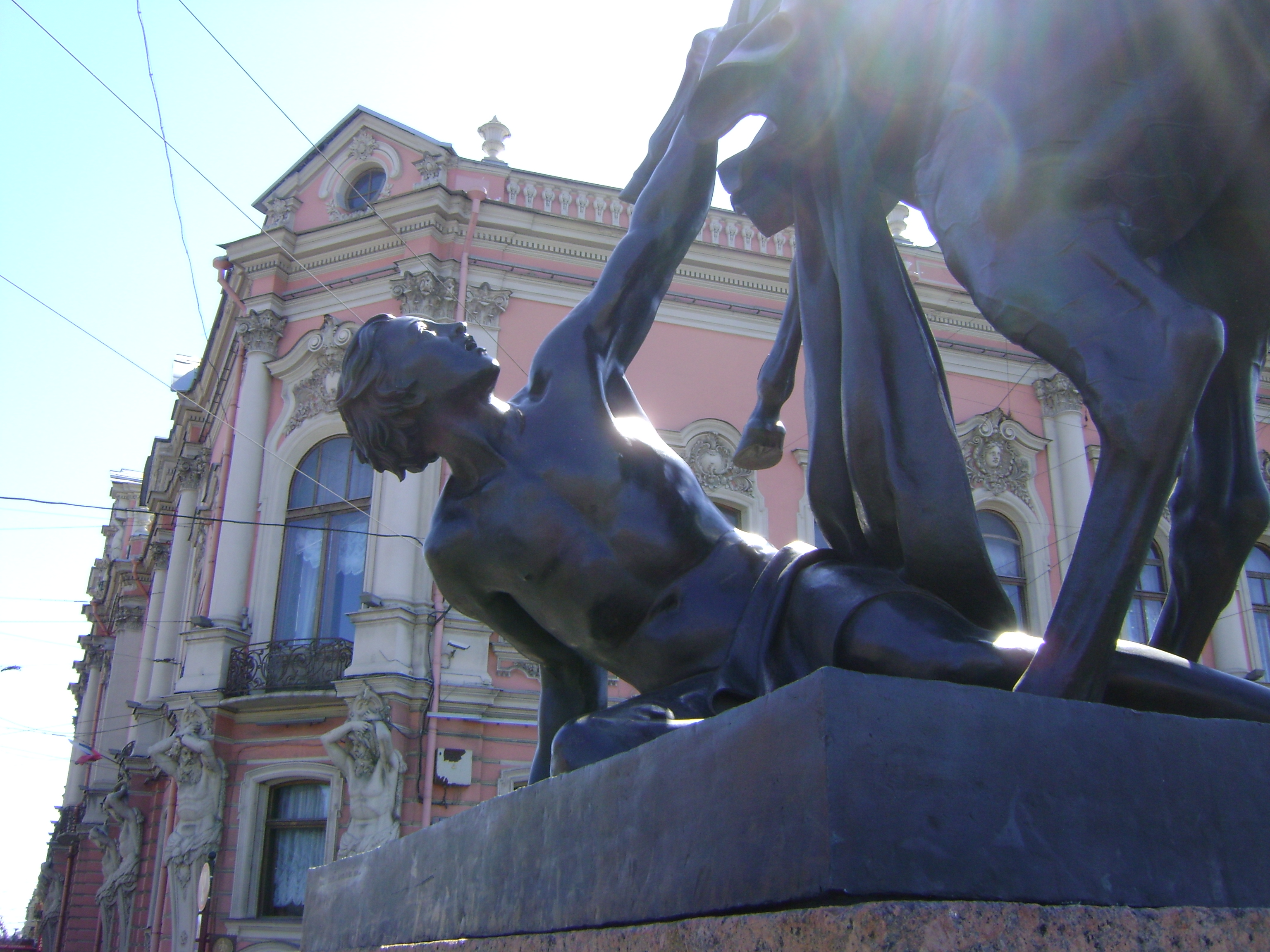
Атланты дворца Белосельских-Белозерских на фоне фигуры с Аничкова моста

Во время Первой мировой войны в Сергиевском дворце размещался Англо-русский военный госпиталь, торжественно открытый Британским Красным крестом в присутствии Императрицы 30 января 1916 г. и просуществовавший до января 1918 г. В госпитале работал английский персонал под руководством доктора Флемминга. За время своей работы в госпитале прошли лечение около 6000 русских солдат.
После октябрьской революции 1917 года дворец Белосельских-Белозерских, как и многие другие, был национализирован.
С 1920 года здесь находился районный комитет партии Центрального, позже — Куйбышевского района. Дворец расстался с коллекцией картин, собранной Белосельскими-Белозерскими: она была перевезена частично в Эрмитаж, а частично в особняк на Крестовском острове, также принадлежавший этому семейству.
После провала августовского путча 1991 года райком КПСС закончил своё существование и в 1992-м году дворец Белосельских-Белозерских был передан Комитету по культуре мэрии Санкт-Петербурга и в нём было размещено государственное учреждение культуры «Петербургский культурный центр».
С середины 1990-х и до 2004 г. во дворце располагался Исторический музей восковых фигур.
C января 2003 г. здание передано по юрисдикцию Управления делами президента РФ. Большое внимание уделяется его техническому состоянию. Последние реставрационные работы были проведены в 2015 году. В ходе реставрации Зеркальному (концертному) залу и Парадной столовой были возвращены изначальные цветовые решения в оформлении, задуманные А. И. Штакеншнейдером, были отреставрированы все живописные полотна и панно, встроенные в стены Парадной столовой.
Во дворце сохранились подлинные интерьеры, среди которых выделяются парадные залы на 2-м этаже: Дубовый зал (бывшая библиотека), использовавшийся как малый концертный зал, Картинная галерея, Парадная столовая, Бежевая, Зелёная и Малиновая гостиные, Зеркальный (бальный) зал с прекрасной акустикой, который изначально предназначался для проведения концертов и до сих пор используется в этом качестве. Во всех этих и других залах сохранилась художественная отделка середины- конца XIX века: камины, светильники, лепнина, картины, зеркала, мебель и многое другое.

## Фотографии интерьеров дворца
| - Парадная лестница - Балюстрада парадной лестницы - Столовая - Зеркальный зал - Дубовый зал |

## Легенды и мифы
Этот участок на левом берегу Фонтанки давно обрёл мистический ореол «Района двойников»:
- На месте Троице-Сергиевского подворья, которое расположено рядом с этим дворцом, находился в своё время дворец, где императрица Анна Иоанновна перед самой своей кончиной увидела двойника.
- Недалеко отсюда жил Пётр Андреевич Вяземский, и однажды, придя домой, увидел в своём кабинете «самого себя, сидящего за столом и что-то пишущего».

## Дворец сегодня
Сейчас на территории дворца арендуют помещения несколько организаций:
- Санкт-Петербургский культурный центр «Дворец Белосельских-Белозерских» (театральные и концертные мероприятия, экскурсионные программы)
- «Первый канал — Санкт-Петербург» (представительство «Первого канала»
- Музей становления демократии в современной России имени Анатолия Собчака
- Компания «Петербургская Недвижимость»
- Санкт-Петербургский государственный академический симфонический оркестр
- Управление заказчика строительства и реконструкции объектов в Северо-Западном федеральном округе
- Консультационная группа «Прайм Эдвайс»
- Mir International (туроператор)